# Mapania floribunda
Mapania floribunda là loài thực vật có hoa trong họ Cói. Loài này được (Nees ex Steud.) T.Koyama mô tả khoa học đầu tiên năm 1961.